# Jedrska zima
Jedrska zima je izraz, ki opisuje teoretično predvidene podnebne spremembe, ki bi nastale kot posledica jedrskega spopada. Predvidevanja o jedrski zimi so zasnovana na predpostavki, da bi eksplozije jedrskega orožja v atmosfero spustile ogromne količine pepela, dima in prašnih delcev, kar bi močno zmanjšalo sončno obsevanje in posledično povzročilo drastičen padec povprečnih temperatur.
Jedrska zima bi bila po predvidevanju nekaterih znanstvenikov v globalnem smislu bolj pogubna kot sam jedrski spopad, saj bi resne posledice zaradi podnebnih sprememb občutili tudi tisti deli sveta, ki ne bi bili udeleženi v spopad.
Nekaj teorij o podnebnih spremembah zaradi uporabe jedrskega orožja so izpeljali iz podobnih naravnih katastrof (veliki požari, večji izbruhi vulkanov).

## Nastanek jedrske zime
Visoke temperature in rušilna moč, ki nastaneta kot posledica jedrskih eksplozij, bi poleg direktnih učinkov jedrskega orožja (radioaktivnost, zastrupitev okolice, udarni valovi, požari,...) proizvedle velike količine prašnih delcev, ki bi se dvignili do vrha troposfere, od tam pa zaradi dodatnega sončnega segrevanja naprej v stratosfero. Večina prašnih delcev bi prišla iz močno naseljenih predelov, ki bi bili najverjetnejša tarča jedrskega napada. Ker v stratosferi ni padavin, ki bi prašne delce sprale na tla, bi prašni delci ostali v ozračju celo več let. Vetrovi v stratosferi bi prašne delce raznesli po celem svetu, kar bi vplivalo na podnebje tudi daleč od lokacije spopada.
Po študiji iz leta 2007 bi že lokalni jedrski spopad, v katerem bi uporabili 100 jedrskih bomb z močjo bombe, ki je uničila Hirošimo (tj. približno 15 kT), kar je manj kot 0,03 % ocenjene eksplozivne moči vsega jedrskega orožja na svetu, lahko povzročil nastanek 5 milijonov ton prašnih delcev. To bi posledično povzročilo nezanemarljivo ohlajanje in zmanjšanje količine padavin. Zaradi tega bi se zmanjšala pridelava hrane, kar bi imelo za posledico lakoto v nekaterih delih sveta. Zaradi povečanega segrevanja stratosfere bi se pospešile kemijske reakcije, ki uničujejo ozon, kar bi povzročilo tudi težave, povezane s tanjšanjem ozonske plasti.
Večji spopad bi povzročil nastanek še večjih količin prašnih delcev, kar bi povzročilo drastično, več let trajajočo ohladitev (ponekod celo pod ledišče) in bi tako povzročil zimo.